# Itame mrassinaria
Itame mrassinaria là một loài bướm đêm trong họ Geometridae.